# Catàstrofe solar
Catàstrofe solar (títol original: Solar Crisis) és un film de ciència-ficció japoneso-estatunidenca dirigida per Richard C. Sarafian, estrenada l'any 1990. Richard C. Sarafian va renegar d'aquest film, sortint als crèdits Alan Smithee. Ha estat doblada al català.

## Argument
Els científics han previst una gegantina erupció solar que podria tocar la Terra amb conseqüències desastroses. Una tripulació d'astronautes és enviada a bord d'una nau espacial cap al Sol per enviar una bomba capaç de desviar la trajectòria de l'erupció solar i així estalviar els efectes a la Terra…

## Repartiment
- Tim Matheson: Steve Kelso
- Charlton Heston: Almirall Skeet Kelso
- Peter Boyle: Arnold Teague
- Jack Palance: Travis
- Dorian Harewood: Borg
- Paul Williams: Freddy la Bomba (veu)
- Brenda Bakke: Claire Beeson
- Michael Berryman: Matthew
- Roy Jenson: patró del bar
- Paul Koslo: Haas
- Larry Duran: un bandit

## Premis i nominacions
Nominacions
- Premi Saturn 1994: 
  - Millors efectes especials (Richard Edlund)[4]